# Logistyka

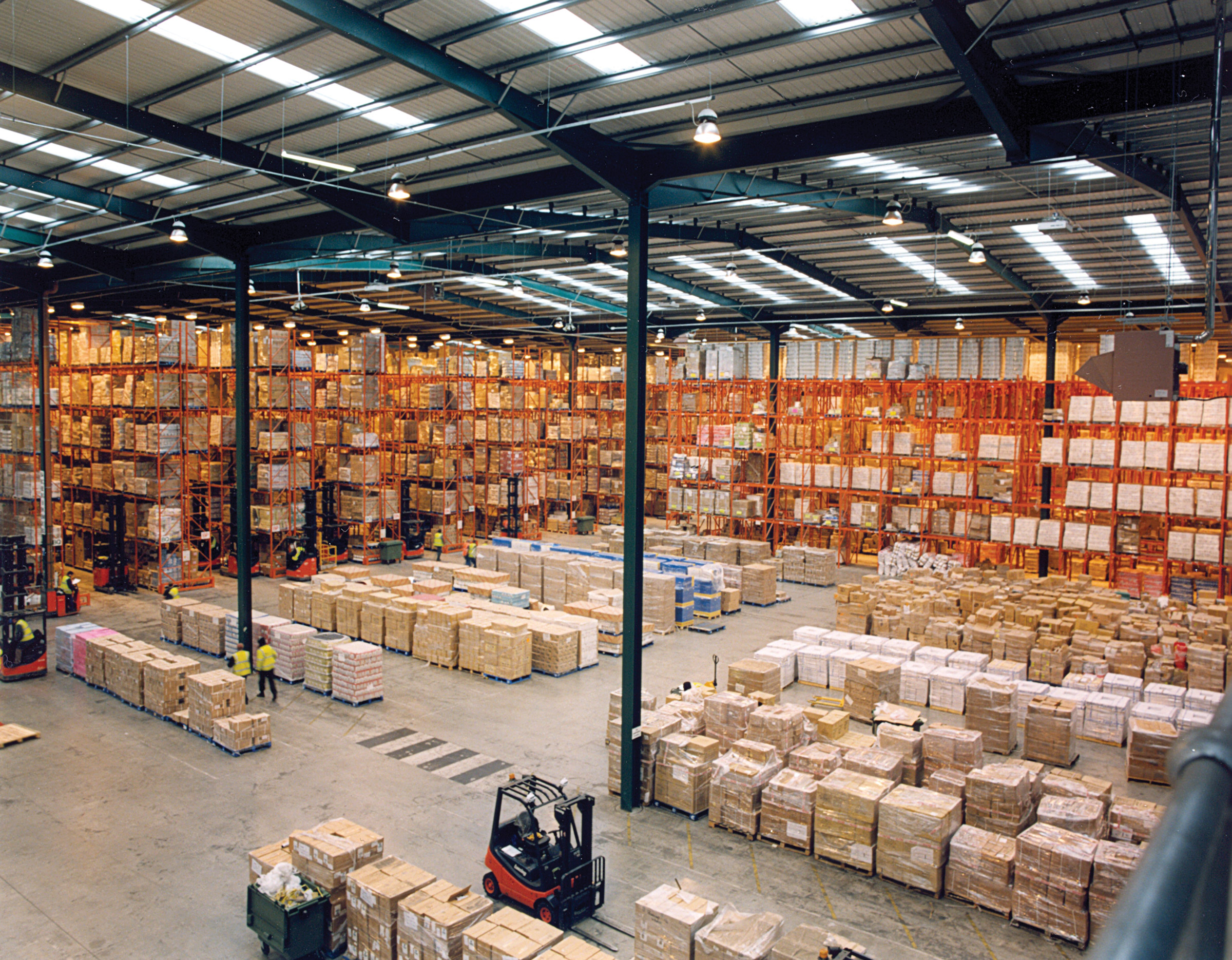
Nowoczesna hala magazynowa

Logistyka – proces planowania, realizowania i kontrolowania sprawnego i efektywnego ekonomicznie przepływu surowców, materiałów, wyrobów gotowych oraz odpowiedniej informacji z punktu pochodzenia do punktu konsumpcji w celu zaspokojenia wymagań klienta. Działania logistyczne mogą obejmować (choć nie muszą się do nich ograniczać): obsługę klienta, prognozowanie popytu, przepływ informacji, kontrolę zapasów, czynności manipulacyjne, realizowanie zamówień, czynności reparacyjne i zaopatrywanie w części, lokalizację zakładów produkcyjnych i składów, procesy zaopatrzeniowe, pakowanie, obsługę zwrotów, gospodarowanie odpadami, transport i składowanie.
Uproszczoną definicję przedstawia reguła „7R” (ang.) w Polsce przetłumaczona na 7W:
1. right product (właściwy produkt),
2. right quantity (właściwa ilość),
3. right condition (właściwy stan),
4. right place (właściwe miejsce),
5. right time (właściwy czas),
6. right customer (właściwy klient),
7. right price (właściwa cena)[2]. Mówi się również o formule 4C związanej z klientem (customer): jego potrzeby, koszty, wygoda zakupu, dostarczone informacje.

W ramach przedsiębiorstwa mówi się o systemie logistycznym.
Podejście logistyczne można podzielić na dwa typy:
- podejście klasyczne (patrzenie na interesy poszczególnych elementów z osobna),
- podejście integracyjne/całościowe (patrzenie przez pryzmat całości).

## Historia
Termin Logistyka początkowo związany był z wojskiem. Pojawił się on jako jeden z elementów sztuki prowadzenia walki (obok strategii i taktyki) już w X wieku w traktacie wojennym cesarza Bizancjum Leona VI pt. Sumaryczne wyłożenie sztuki wojennej. Współczesne znaczenie logistyki wojskowej zapoczątkowane zostało w opublikowanym w 1838 roku dziele Zarys sztuki wojennej Antoine-Henriego Jominiego.
Koncepcja logistyki biznesowej (cywilnej) wywodzi się z logistyki wojskowej. W obszarze zainteresowań znalazła się pod koniec lat 50. dwudziestego wieku, w wyniku odkrycia wcześniej nierozpoznanych możliwości oszczędności w zakresie dystrybucji (nazywaną także logistyką sprzedaży lub logistyką dystrybucyjną). Jedną z pierwszych osób, która zwróciła uwagę na te możliwości był Peter Drucker, który w 1962 roku opublikował w magazynie Fortune artykuł pod tytułem Ciemny kontynent gospodarki.
Wraz z rozwojem dyscypliny, oprócz zagadnień związanych z logistyką dystrybucji, zaczęto interesować się również innymi aspektami zarządzania logistycznego, takimi jak: logistyka zaopatrzenia, logistyka produkcji, logistyka transportu, czy też aspekty związane z gospodarką magazynową. Jednakże w latach 60. XX wieku poszczególne aspekty zarządzania logistycznego były rozpatrywane oddzielnie.
Pod koniec lat 70. XX wieku dało się zauważyć stopniowe łączenie zagadnień logistycznych, które do tej pory rozpatrywane były oddzielnie. Spowodowało to wyszczególnienie dwóch głównych nurtów: zarządzania materiałami oraz dystrybucji.
Dalszy rozwój dyscypliny wraz z globalizacją przyczynił się do bardziej globalnego podejścia do logistyki i wyjścia poza pojedyncze przedsiębiorstwo. W wyniku tego na początku XXI wieku ukuto termin logistyczny łańcuch dostaw, a następnie sieci dostaw. Jednocześnie nastąpiła całkowita integracja w podejściu do zarządzania logistycznego.
Wzrost świadomości ekologicznej spowodował wydzielenie się ekologistyki oraz logistyki odzysku zwanej też logistyką odwrotną, zwrotną, recyrkulacji albo utylizacji (od ang. reverse logistics). Natomiast rozwój systemów informatycznych oraz sieci komputerowych spowodował powstanie e-logistyki. Niezależnie dostrzeżono również wyjątkowość zarządzania logistycznego na obszarach miejskich, w wyniku czego wydzielono logistykę miejską. Obecnie logistyka jest jednym z ważniejszych aspektów zarządzania przedsiębiorstwem.

## Kształcenie zawodowe logistyczne
Logistyka rozwinęła się w interesującą dziedzinę zawodową w strefie handlu, ale przede wszystkim zaobserwowano też jej rozwój na płaszczyźnie akademickiej. Logistics Performance Index 2014, aktualne badanie Banku Światowego, najważniejsze zadania dla funkcjonowania gospodarki światowej widzi w wykształceniu specjalistów z zakresu logistyki i zarządzania łańcuchem dostaw.
Pozycje kierownicze średniego i wyższego szczebla wymagają dziś ukończenia szkoły wyższej, aby móc kierować i optymalizować wysoce skomplikowane procesy zachodzące w globalnych łańcuchach dostaw od dostawców surowców do odbiorcy końcowego. Istnieje wiele szkół wyższych oferujących kierunki licencjackie i magisterskie w dziedzinie logistyki i zarządzania łańcuchem dostaw.
Jedynym uniwersytetem koncentrującym się wyłącznie na badaniach i nauczaniu związanym z logistyką i zarządzaniem łańcuchem dostaw jest Kühne Logistics University w Hamburgu (Niemcy).
Poza solidną wiedzą fachową, specjaliści w dziedzinie logistyki i zarządzania łańcuchem dostaw muszą odznaczać się wysokim poziomem intelektualnym i władać kilkoma językami obcymi. Niezbędne jest także zarówno syntetyczne, jak i analityczne myślenie. Talent organizacyjny, zdolności komunikacyjne i przywódcze to kolejne ważne wymagania. Przy negocjacjach handlowych z usługodawcami logistycznymi oraz przy przygotowywaniu decyzji typu make-or-buy konieczne są także wiedza z zakresu ekonomii, dogłębne zrozumienie procesów oraz wiedza prawnicza.

## Działy logistyki
W zależności od przyjętego kryterium wyróżnić można różne podziały logistyki jako dziedziny.

### Podział ze względu na zasięg oddziaływania
Jednym z podstawowych kryterium podziału jest podział ze względu na zasięg oddziaływania. Uwzględnia on:
- logistykę wewnętrzną – czyli transport wewnętrzny, do którego wykorzystywane są m.in. przenośniki, taśmy transportowe, koła zębate, wózki widłowe itp.
- mikrologistykę – zajmującą się procesami logistycznymi zachodzącymi w obrębie pojedynczego przedsiębiorstwa.
- mezologistykę – zajmującą się procesami logistycznymi zachodzącymi w obrębie pojedynczego działu gospodarki.
- makrologistykę – zajmującą się procesami logistycznymi zachodzącymi w obrębie całej gospodarki krajowej.
- eurologistykę – obejmującą swoim zasięgiem kontynent europejski.
- logistykę globalną – obejmującą swoim zasięgiem cały świat.

### Podział ze względu na obszar zainteresowań
W logistyce, jako dziedzinie wiedzy wyróżnić można poddziedziny, kładące szczególny nacisk na poszczególne obszary funkcjonowania. Wyróżnić można tu:
- logistykę zaopatrzenia – obejmuje sferę zaopatrzenia przedsiębiorstwa.
- logistykę produkcji – obejmuje różne zagadnienia związane z produkcją, np. jej planowanie i sterowanie przebiegiem, jak również jej synchronizację[5].
- logistykę dystrybucji – obejmuje kształtowanie, sterowanie i kontrolę wszystkich procesów polityki dystrybucyjnej, które są konieczne do przetransportowania dóbr (gotowych produktów i towarów handlowych) od przedsiębiorstwa handlowego lub produkcyjnego do jego klientów.
- logistykę magazynową – odpowiada za magazynowanie produktów. Celem jest minimalizacja kosztów magazynowania oraz przechowywanie produktów według kryterium ważności, dzięki czemu przepływ towarów w magazynie jest usprawniony[potrzebny przypis].
- logistykę transportu – obejmuje zagadnienia związane z zastosowaniem koncepcji i narzędzi logistycznych w transporcie materiałów i ludzi[9].
- logistykę marketingową – połączenie logistyki zaopatrzenia oraz logistyki dystrybucji. Nazwa wzięła się stąd, iż elementy te stanowią wspólną część zainteresowania nauk: logistyki i marketingu[10].
- ekologistykę – wszystkie badania i działania związane z realizacją optymalnych rozwiązań w zakresie zbiórki, gromadzenia, usuwania i kierowania do utylizacji lub nieuciążliwej dla środowiska i społeczeństwa likwidacji odpadów różnych rodzajów. Ważnym działem ekologistyki jest ekologistyka zużytych opakowań[11].
- logistykę odzysku – obejmuje planowanie, implementację i kontrolowanie efektywnego przepływu dóbr materialnych oraz powiązanego przepływu informacji od miejsca konsumpcji do miejsc pochodzenia w celu odzyskania wartości lub właściwego zagospodarowania. Jak sama nazwa wskazuje przypływy te są ukierunkowane odwrotnie, niż w tradycyjnie pojmowanej logistyce[7].
- logistykę miejską – obejmuje systemy logistyczne znajdujące się na terenach zurbanizowanych. Zadaniem tego działu logistyki jest odpowiednia organizacja działalności wszystkich uczestników operujących na terenie miasta, tak aby obniżyć globalne koszty funkcjonowania oraz zwiększyć zadowolenie klientów, w których roli występują mieszkańcy danych miast[12].
- e-logistykę – obejmuje aspekty wykorzystania Internetu i systemów informatycznych celem współpracy i integracji w łańcuchach i sieciach dostaw[13]. Jest elementem szerszej koncepcji e-SCM[8].